# Tappara Tampere
Tappara Tampere je finski hokejski klub iz Tampereja, ki je bil ustanovljen leta 1955. S petnajstimi naslovi finskega državnega prvaka je drugi najuspešnejši finski klub. 

## Lovorike
- Finska liga: 15 (1952/53, 1953/54, 1954/55, 1958/59, 1960/61, 1963/64, 1974/75, 1976/77, 1978/79, 1981/82, 1983/84, 1985/86, 1986/87, 1987/88, 2002/03).

## Upokojene številke
- 2 - Kalevi Numminen
- 3 - Pekka Marjamäki
- 7 - Timo Jutila
- 8 - Janne Ojanen
- 10 - Timo Susi

## Znameniti hokejisti
Glej tudi Kategorija:Hokejisti Tappara Tampere.
| - Seppo Ahokainen - Jukka Alkula - Nicholas Angell - Pertti Ansakorpi - Aleksander Barkov - Tom Bissett - Luciano Borsato - Dale Clarke - Thomas Draper - Jonas Enlund - Theoren Fleury - Jari Grönstrand - Janne Grönvall - Hannu Haapalainen - Kari Heikkinen - Martti Jarkko - Timo Jutila | - Pauli Järvinen - Hannu Kamppuri - Aleksandrs Kerčs - Pertti Koivulahti - Petri Kontiola - Jiri Kucera - Arto Kulmala - Pekka Laksola - Jori Lehterä - Mika Lehto - Antero Lehtonen - Erkki Lehtonen - Mikko Leinonen - Antti Leppänen - Lasse Litma - Mikko Luoma - Toni Lydman | - Pekka Marjamäki - Jussi Markkanen - Markus Mattsson - Derek Mayer - Reijo Mikkolainen - Mikko Mäkelä - Tuukka Mäntylä - Jason Muzzatti - Esko Niemi - Ville Nieminen - Mika Noronen - Kalevi Numminen - Teppo Numminen - Oiva Oijennus - Janne Ojanen - Mikko Peltola - Pasi Petriläinen | - Esa Pirnes - Jukka Porvari - Andrew Raycroft - Matti Rintakoski - Anssi Salmela - Pekka Saravo - Bedřich Ščerban - Jorma Sevon - Jaromir Sindel - Timo Susi - Jussi Tarvainen - Pertti Valkeapää - Ari Vallin - Timo Vertala - Vesa Viitakoski - Stefan Öhman |